# Dizartrija
Dizartrija je poremećaj artikulacije govora uzrokovan neurološkim oštećenjem živaca koji inerviraju dijelove tijela (mišići grkljana, ždrijela, lica, jezika, nepca) koji sudjeluju u oblikovanju glasa. Anartrija je potpuna nemogućnost govora zbog poremećaja artikulacije. Dizartrija podrazumijeva otežan izgovor, ali razumijevanje govora, pisanje, čitanje i slušanje nisu oštećeni, što treba razlikovati od disfazije, u kojem mogu biti oštećeni određeni moduli ili kombinacija modula jezičnog sustava kao što su izgovor, razumijevanje, čitanje ili pisanje.
Oštećenje može biti trodijelnog živca (lat. nervus trigeminus), ličnog živca (lat. nervus facialis), jezičnoždrijelnog živca (lat. nervus glosspharyngeus), lutajućeg živca (lat. nervus vagus) ili podjezičnog živca (lat. nervus hypoglossus). 
Mjesto oštećenja može biti na bilo kojem dijelu moždanih puteva koji sudjeluju u oblikovanju govora, tako da može biti uzrokovana bolestima ili oštečenjima gornjih motoneurona, bazalnih ganglija ili donjih motoneurona, a uzorok mogu biti različita stanja kao što su metaboličke, degenerativne, vaskularne bolesti ili traumatska oštećenja mozga. Dizartija je često udružena s disfagijom, otežanim gutanjem.